# Regueira de Arriba (Carballo)
Regueira de Arriba (en gallego y oficialmente, A Regueira de Arriba) es una aldea española situada en la parroquia de Berdillo, del municipio de Carballo, en la provincia de La Coruña, Galicia.

## Demografía
| Gráfica de evolución demográfica de Regueira de Arriba entre 2000 y 2022 |
|                                                                          |
| Datos según el nomenclátor publicado por el INE.                         |